# Cryptosporidium
A Cryptosporidium az eukarióta egysejtűek Alveolata főtörzsének és az Eucoccidiorida rendjének egyik nemzetsége. Bár általában emlősöket fertőz, ismertek hüllőfertőző fajaik is.

## Rendszerezés
A nemzetségbe többek közt az alábbi fajok tartoznak:
- Cryptosporidium andersoni
- Cryptosporidium baileyi
- Cryptosporidium bovis
- Cryptosporidium cervine
- Cryptosporidium canis
- Cryptosporidium cuniculus
- Cryptosporidium ducismarci
- Cryptosporidium fayeri
- Cryptosporidium felis
- Cryptosporidium fragile Jirků, 2008[3][4]
- Cryptosporidium galli
- Cryptosporidium hominis[5]
- Cryptosporidium marcopodum
- Cryptosporidium meleagridis
- Cryptosporidium molnari
- Cryptosporidium muris Tyzzer, 1910[6]
- Cryptosporidium parvum Tyzzer, 1912[7]
- Cryptosporidium ryanae
- Cryptosporidium saurophilum
- Cryptosporidium serpentis
- Cryptosporidium suis
- Cryptosporidium ubiquitum
- Cryptosporidium viatorum
- Cryptosporidium wrairi
- Cryptosporidium xiaoi

## Epidemiológia
Fokozott kockázatnak kitettek:
- Nem megfelelően fertőtlenített medencékben rendszeresen úszók (egyes Cryptosporidium-fajok klórrezisztensek)
- Gyermekgondozók
- Fertőzött gyerekek szülei
- Cryptosporidiosisos emberek gondozói
- Szűretlen, kezeletlen vizet ivó táborozók, kirándulók
- Nyilvánosan elérhető farmok látogatói[8]
- Fertőzött forrásból származó vizet ivók
- Fertőzött állatokat kezelők
- Humán székletnek kitettek
- Az 50 °C feletti hőmérsékletet még el nem ért komposzt kezelői[9]

A stabilizált – vagyis a szerves anyag lebontásán átment, az 50–70 °C-ot már elért – komposzt kisebb kockázatot jelent, mivel e hőmérséklet elöli a patogéneket, és még az oocisztákat is életképtelenné teszi.
Számos feko-orálisan terjedő patogénhez hasonlóan fertőzött étellel, nem megfelelő higiéniával vagy komposzttal is terjedhet. A víz ellenőrzése és az epidemiológiai tanulmányozás szükséges a fertőzésforrások meghatározására. A Cryptosporidium egészséges emberekben nem okoz súlyos betegséget. Gyermekekben és kitett immunhiányos felnőttekben krónikus betegséget okozhat.

## Fordítás
- Ez a szócikk részben vagy egészben  a   Cryptosporidium című angol Wikipédia-szócikk ezen változatának fordításán alapul.  Az eredeti cikk szerkesztőit annak laptörténete sorolja fel. Ez a jelzés csupán a megfogalmazás eredetét és a szerzői jogokat jelzi, nem szolgál a cikkben szereplő információk forrásmegjelöléseként.